# Omaha hold 'em
Omaha Hold’em (Omaha holdem nebo jen Omaha)  je varianta pokeru. Část názvu Hold’em značí, že se jedná o hru s komunitními (společnými) kartami. Hráči jsou rozdány 4 zavřené karty, ze kterých musí na vytvoření nejlepší kombinace použít právě 2 karty společně se třemi z 5 komunitních karet. Nejrozšířenější variantou je Pot-Limit Omaha (zkráceně PLO).
Omaha je součástí hry H.O.R.S.E, kde v názvu tvoří písmeno „O“.

## Výklad
V kasinech Severní Ameriky označuje  výraz „Omaha“ několik variant pokerových her. Základní varianta je známa jako „Omaha-High“ a další varianty jsou Omaha Hi-Lo/8 or Better.
V Evropě výraz Omaha typicky označuje Omahu High, hranou ve variantě Pot Limit. Označuje se zkratkou PLO.

## Varianty
Omaha Hi
Hráč se snaží dosáhnout co nejlepší kombinace karet.
Omaha Hi-Lo/8 or better split
Hráč se snaží vytvořit 2 kombinace karet. Jedna kombinace je co nejvyšší a druhá co nejnižší (od 8 dolů). Pro obě kombinace je možné použít stejné nebo rozdílné karty. Bank je rozdělen na polovinu pro výherce vysoké varianty a nízké varianty. Když ani jeden hráč nedrží nízkou kombinaci, bere celý pot výherce s nejvyšší kombinací.

## Limity
- No Limit – bez omezení výše sázek. Nejrozšířenější je v Sit and Go turnajích.
- Pot Limit – Nejrozšířenější varianta. Sázky jsou omezeny na výší potu (banku).
- Fixed Limit – Maximální výše sázek je omezena na hodnotu big blindu. Hráč může v průběhu jednoho kola maximálně třikrát navyšovat.